# Schuhmöbel

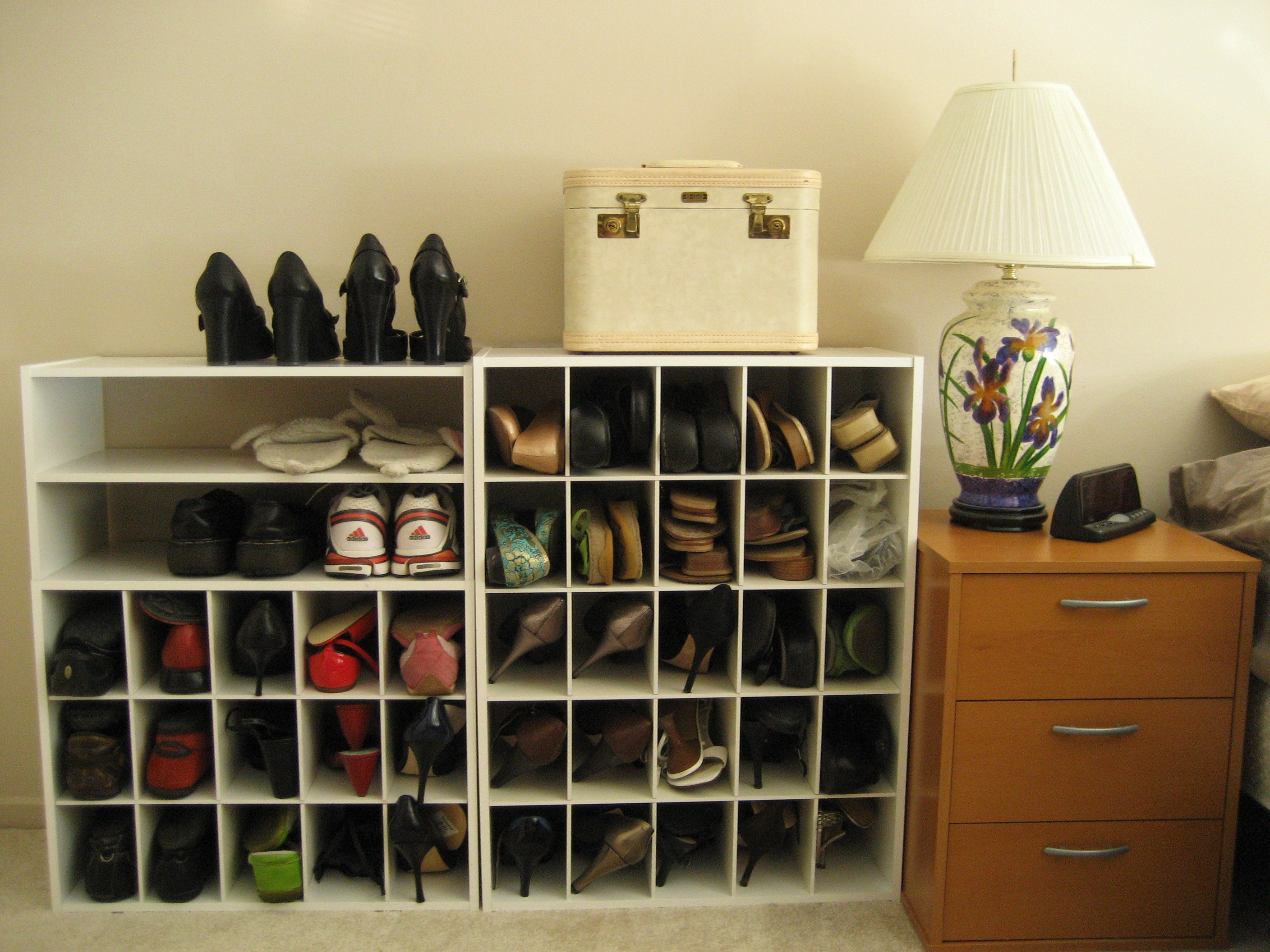
Schuhregal im Schlafzimmer

Schuhmöbel ist ein Oberbegriff für Möbelstücke, welche der Aufbewahrung und/oder Präsentation von Schuhen dienen. Je nach Bauform werden offene Schuhregale und geschlossene Schuhschränke unterschieden.

## Geschichte
Geschichtliche Zeugnisse für das erste Auftreten von Schuhregalen oder Schuhschränken sind nicht bekannt. Es gibt jedoch historische Bilder aus den Anfängen der Fotografie, welche bereits früh ein Schuhregal zeigen. Heutzutage hat sich der Markt für Möbel und somit auch für Schuhmöbel stark diversifiziert. So bestimmen verschiedene Bauarten (offen, geschlossen) und verschiedene Materialien das Bild.

## Offenes Schuhregal

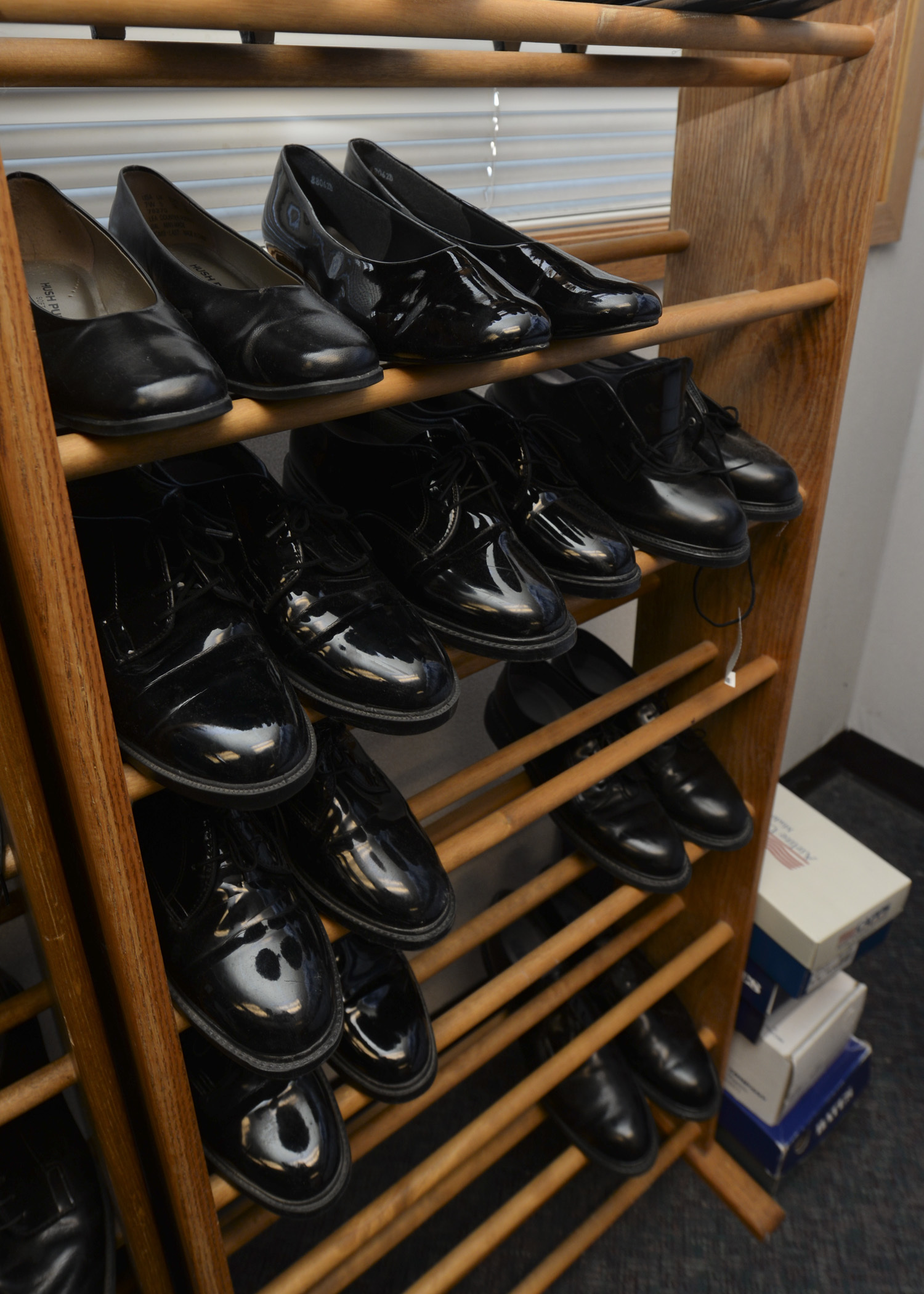
Offenes Schuhregal

Das Schuhregal erlaubt als offenes System eine direkte Einsicht sowie eine gute Erreichbarkeit der Schuhe.
Schuhregale werden im gewerblichen Bereich in Schuhgeschäften und auf Messen zur Warenpräsentation eingesetzt. Die einzelnen Regalböden können dabei flach oder zum Kunden hin geneigt eingebaut sein, wobei im zweiten Fall eine kleine vordere Kante ein Herabrutschen der Schuhe verhindert. Zur akzentuierten Warenpräsentation dienen auch sogenannte Schuhdisplays oder Schuhaufsteller.
Im privaten Bereich sind Schuhregale häufig im Hausflur aufgestellt, um die benutzten Schuhe des täglichen Bedarfs in mehreren Ebenen aufzunehmen und platzsparend anzuordnen. Die offene Bauweise ohne Türen oder Klappen gewährleistet einen guten Luftaustausch. Häufig stehen die Schuhe auf Stangen, damit die Luft noch besser zirkuliert und auch von unten an die Sohlen gelangt, so dass selbst nass eingestellte Schuhe schnell trocknen und sich Bakterien und Keime weniger schnell ausbreiten. Additionale Abtropfschalen unter dem Regal verhindern eine Verschmutzung des Fußbodens, wenn etwaige Schneereste abtauen. Abtropfschalen lassen sich leicht entnehmen und reinigen. Durch ihre einfache Bauweise sind die auch als Schuhablagen bezeichneten Regalsysteme meist sehr kostengünstig.
Manche Schuhregale sind in eine Schuhbank integriert. Die Schuhe können auf den Ablageflächen unter der Sitzfläche abgestellt und gelagert werden, während die Bank das Anziehen der Schuhe erleichtert.

### Sonderformen des Schuhregals
Obwohl die meisten Schuhregale auf dem Boden stehen, gibt es auch hängende Schuhregale. Insbesondere bei Platzproblemen können an der Oberkante von Wohnungstüren eingehängte Konstruktionen die Schuhe platzsparend aufnehmen. Diese Version bedingt aber vorgetrocknete Schuhe.
Eine Sonderform des Schuhregals ist das „Schuhkarussell“. Es besteht aus einer zentralen Stange variabler Länge, die zwischen Fußboden und Decke eingeklemmt wird. An der Stange sind mehrere drehbar gelagerte, ringförmige Elemente angebracht, die jeweils zahlreiche Aufnahmen besitzen, auf die die Schuhe mit der Sohle nach außen einzeln aufgesteckt werden. Der Abstand der drehbaren Elemente kann bei vielen Schuhkarussellen variiert und an die Größe der Schuhe angepasst werden. Zum Teil gibt es spezielle Aufnahmen für Stiefel. Das Schuhkarussell bietet Platz für viele Schuhe auf kleinem Raum.

## Schuhschrank
Ein wesentlicher Vorteil geschlossener Schuhschränke ist, dass die Schuhe nur dann sichtbar sind, wenn der Schrank geöffnet wird. So ergibt sich ein homogeneres Gesamtbild, wenn der Schuhschrank mit anderen Schränken zu einer Garderobe kombiniert wird. Bei einer großen Anzahl von Schuhen muss man sich allerdings merken, wo die Schuhe stehen, weil man ansonsten erst alle Türen oder Klappen öffnen müsste, um das passende Paar zu finden. Viele Schuhschränke besitzen Öffnungen zur Belüftung. Trotzdem dürfen nasse Schuhe nicht direkt nach dem Gebrauch in den Schrank gestellt werden, sondern müssen erst abtrocknen und auslüften, da es anderenfalls zur Geruchsbildung und schlimmstenfalls zur Bildung von Schimmel kommen könnte. Schuhschränke eignen sich daher insbesondere für nicht ständig benötigte Schuhe, weil ein geschlossener Schrank die Schuhe auch gegen Staubablagerungen und Sonneneinstrahlung schützt.

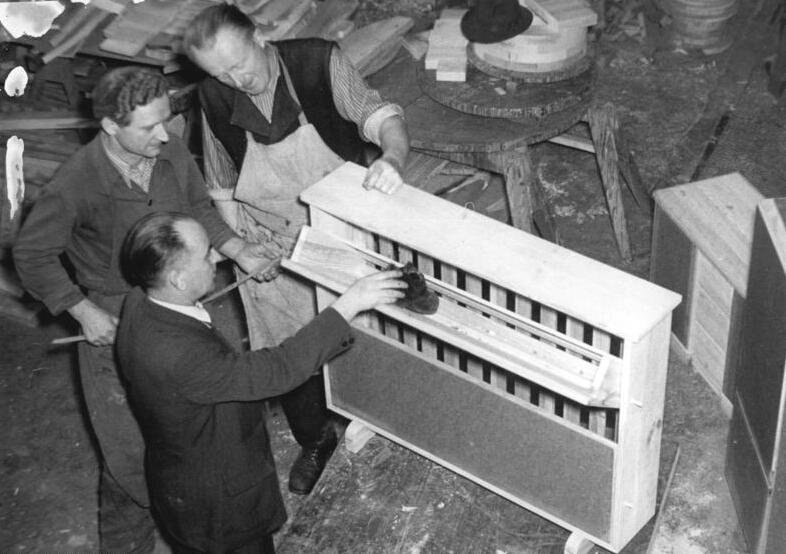
Schuhkipper

Prinzipiell können Schuhe in jedem mit Einlegeböden versehenen Schrank gelagert werden. Die meisten Garderobenschränke haben aber eine Tiefe zwischen 34 und 39 cm, um die Schuhe der Länge nach aufzunehmen. Für enge Hausflure gibt es allerdings auch Schuhschränke mit Drehtüren, die sich zur Seite aufklappen lassen und weniger als 20 cm tief sind. Auf der Rückseite der Tür befinden sich Aufnahmen oder Staufächer, in die die Schuhe eingehängt oder hochkant hineingestellt werden. Wegen der geringen Tiefe werden höhere Schränke zum Kippschutz an der Wand befestigt.
Weit verbreitet ist der Schuhkipper, der auf der Vorderseite eine oder mehrere Klappen besitzt, die nach unten aufgeklappt werden. An der Klappe angebracht sind im Inneren ein oder mehrere Kippfächer. Meist lassen sich die Aufbewahrungsfächer durch variabel angeordnete Trennbretter weiter unterteilen und die Fachgröße variieren. In den Fächern können die Schuhe kopfüber nach vorne platziert und verstaut werden.

## Schuhschränke in anderen Kulturen

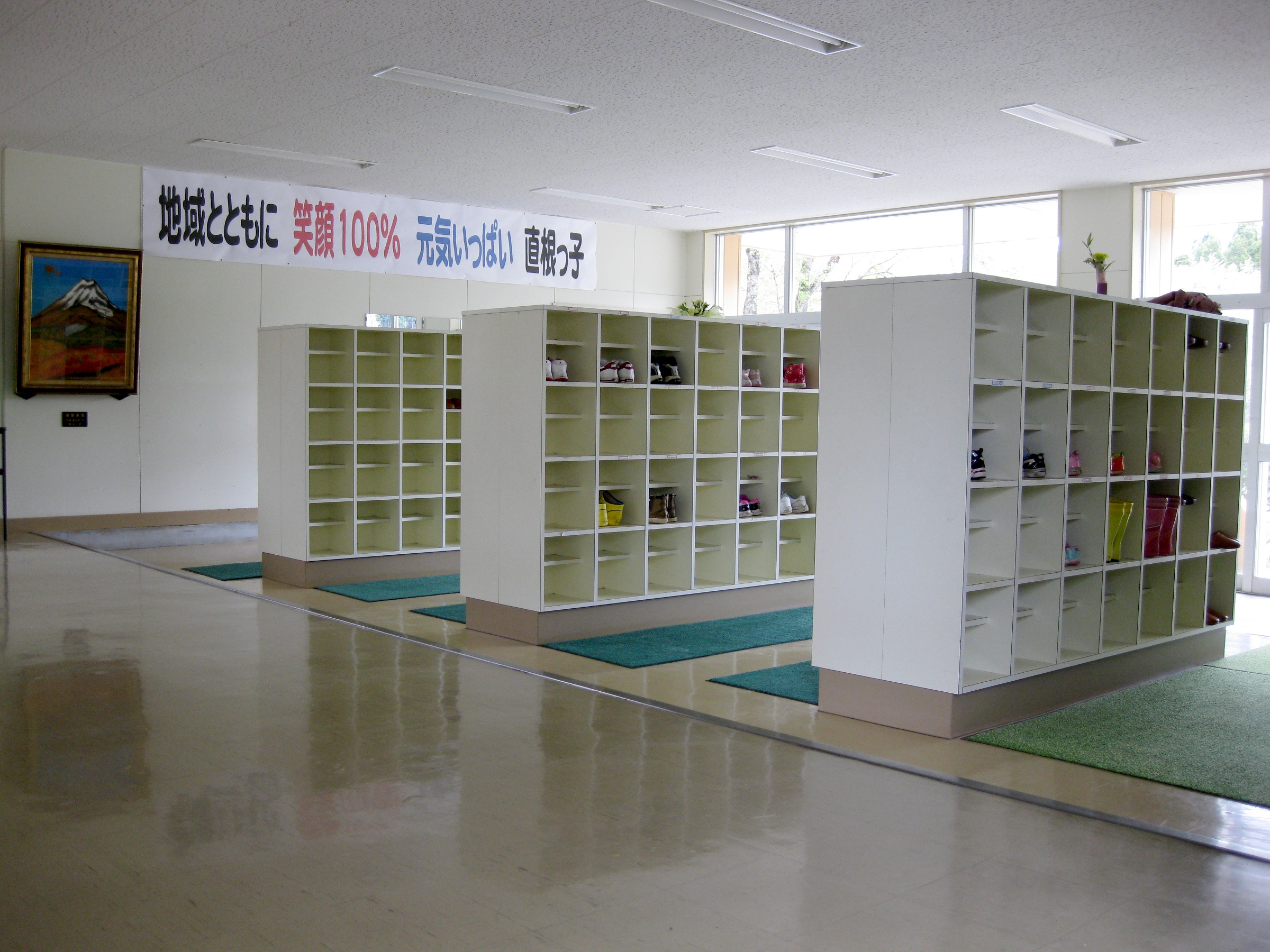
Getabako am Eingang einer Grundschule in Japan

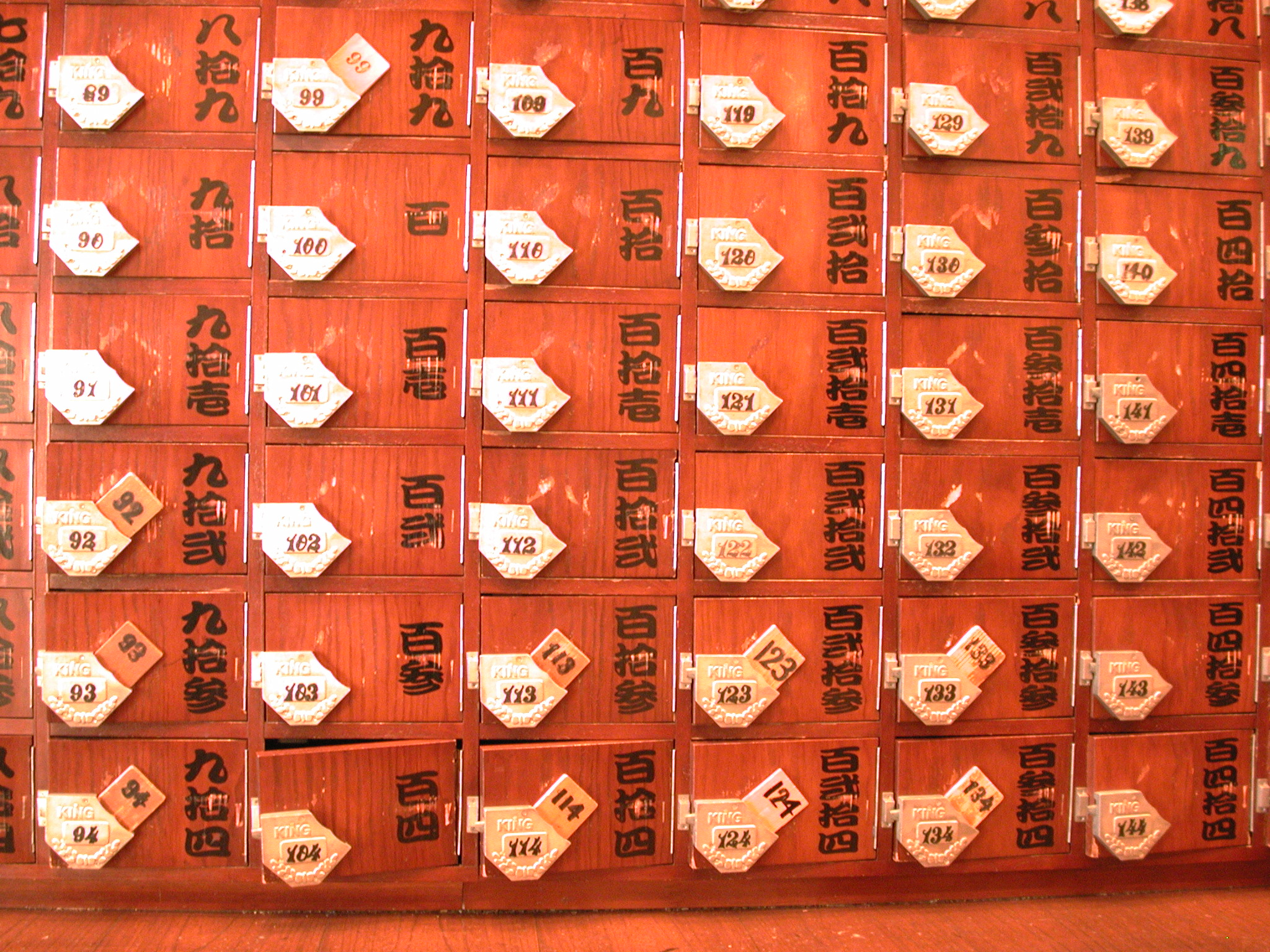
Durchnummerierter Schuhschrank in einem japanischen Restaurant

Speziell in östlichen Kulturen ist es üblich, die Straßenschuhe in der Wohnung auszuziehen und gegen Hausschuhe zu wechseln. 
In Japan befindet sich daher im Eingangsbereich (Genkan) normalerweise ein Schuhschrank (Getabako) aus Holz oder Bambus. Der Name Getabako (下駄箱) leiten sich aus den Wörtern geta (下駄, Japanischer Clog) und hako (箱, "Box") ab. In diesem befinden sich normalerweise auch Hausschuhe für die Gäste. Schuhschränke finden sich jedoch nicht nur im privaten Bereich, sondern auch in Schulen, Kindergärten und zum Teil auch in Hotels und Restaurants. Der Getabako wurde und wird in Schulen oft für den Austausch von Nachrichten oder Liebesbriefen verwendet.
In der islamischen Religion ist es üblich, auf dem mit einem Teppich ausgelegten Boden zu beten. Um eine Verunreinigung des Bodens einer Moschee zu vermeiden, werden die Schuhe am Eingang ausgezogen. Entsprechend stehen im Eingangsbereich häufig Schuhregale zur Aufbewahrung.